# Lori de cap olivaci
El lori de cap olivaci (Trichoglossus euteles) és una espècie d'ocell de la família dels psitàcids que habita zones boscoses de les illes Petites de la Sonda.